# Гагарин, Василий Андреевич
Василий Андреевич Гагарин (1749 - ум. 27 декабря 1791  [7 января 1792]) — князь, флота капитан 1 ранга, участник Чесменского боя.
По окончании курса в Морском кадетском корпусе, в 1768 г., произведен в мичманы и вскоре отправился на эскадре в Архипелаг. Оказал храбрость и расторопность в Чесменском сражении и, когда предположено было предать пламени весь турецкий флот, вызвался управлять одним брандером. Между тем наш флот зажег два турецких корабля; при освещении горящих кораблей брандеры тотчас пустились на неприятеля. Гагарин пошел с подветренной стороны, зажег свой брандер и пустил на турецкий флот. За этот подвиг и за предшествовавшее сражение пожалован чином лейтенанта и орденом Св. Георгия 4-го класса (9 июля 1771 г.). 
По возвращении флота в Россию, наравне с прочими, награжден следующим чином и призовыми деньгами. По линии и баллотировке произведен в 1777 г. в капитаны 2-го ранга и в 1780 г. в капитаны 1-го ранга. Умер в отставке.